# Paralastor rufipes
Paralastor rufipes är en stekelart som beskrevs av Perkins 1914. Paralastor rufipes ingår i släktet Paralastor och familjen Eumenidae. Inga underarter finns listade i Catalogue of Life.